# كولن مكاي (متزلج لوحي)
كولن مكاي هو متزلج لوحي كندي، ولد في 29 أغسطس 1975 في ساسكاتشوان في كندا.